# Senior League World Series
La Senior League World Series est une compétition de baseball pour les 14-16 ans organisée par la Little League Baseball. Depuis 2002, le tournoi final de cette épreuve impliquant dix équipes se déroule à Bangor (Maine) à la mi-août.
Les dix équipes qualifiées pour le tournoi final sont issues de phases qualificatives couvrant l'ensemble de la planète. Six des dix zones concernées sont américaines : Maine (hôte), sud-est, ouest, sud-ouest, centre, est. Les quatre autres équipes sont issues de qualifications internationales : Canada, Asie-Pacifique, Amérique latine, Europe/Afrique/Moyen-Orient.